# Kai Detlev Sievers
Pour les articles homonymes, voir Sievers.
Kai Detlev Sievers (né le 7 juillet 1934 à Flensbourg) est un professeur d'université, spécialiste des sciences culturelles et folkloriste allemand.

## Biographie
Kai Detlev Sievers étudie le droit, puis l'histoire, le folklore et l'histoire de l'art à l'Université Christian-Albert de Kiel, où il obtient son doctorat en 1961. À partir de 1962, il travaille comme assistant de recherche. Il reçoit son habilitation en 1968. Jusqu'à sa retraite en 1996, il enseigne (depuis 1972 en tant que professeur) à Kiel au Séminaire d'ethnologie/folklore européen et se fait connaître par de nombreuses publications, notamment dans le domaine de l'histoire culturelle et sociale et du folklore. Beaucoup de ses œuvres ont une orientation régionale sur le Schleswig-Holstein et le Schleswig du Nord.
Il est co-éditeur du « Kieler Blätter für Volkskunde » depuis 1969 et travaille, entre autres, au conseil d'administration de la Société d'histoire du Schleswig-Holstein (de).

## Œuvres (sélection)
- Die Köllerpolitik und ihr Echo in der deutschen Presse 1897–1901 (= Quellen und Forschungen zur Geschichte Schleswig-Holsteins, Vol. 47). Wachholtz, Neumünster 1964 (Dissertation Universität Kiel)
- Schleswig-Holsteinische Bauernstuben. 2. Aufl. Boyens, Heide 1966.
- Volkskultur und Aufklärung im Spiegel der Schleswig-Holsteinischen Provinzialberichte (= Quellen und Forschungen zur Geschichte Schleswig-Holsteins, Vol. 58). Wachholtz, Neumünster 1970.
- (als Hrsg.): Beiträge zur ethnischen Identifikation des Bundes Deutscher Nordschleswiger (= Schriftenreihe der Akademie Sankelmark, N.F., Sonderheft). Flensburger Druckerei, Flensburg 1975.
- (als Hrsg.): Materialien zur Kulturgeschichte Kiels aus der Zeit des Zweiten Deutschen Kaiserreiches 1871–1918 (= Sonderveröffentlichungen der Gesellschaft für Kieler Stadtgeschichte, Vol. 7), Kiel 1979.
- (als Hrsg.): Die deutsche und skandinavische Amerikaauswanderung im 19. und 20. Jahrhundert. Forschungsstand, Methoden und Quellen (= Studien zur Wirtschafts- und Sozialgeschichte Schleswig-Holsteins, Vol. 3). Wachholtz, Neumünster 1981,  (ISBN 3-529-02903-3).
- (als Hrsg.): Eine Lebenswanderung. Vom Leben und Schaffen eines achtzigjährigen Schleswig-Holsteiners/Peter Christian Hansen (= Schriftenreihe der Gesellschaft für Flensburger Stadtgeschichte, Vol. 31). Flensburg 1982.
- Feste in Schleswig-Holstein. Ein lexikalischer Führer durch den Jahreslauf. Wachholtz, Neumünster 1984,  (ISBN 3-529-02672-7).
- (als Hrsg.): Friedenszeiten und Kriegsjahre im Spiegel zweier Lebenserinnerungen. Sophie und Fritz Wiechering berichten (= Beiträge zur Volkskultur in Nordwestdeutschland, Vol. 37). Coppenrath, Münster 1984,  (ISBN 3-88547-286-4).
- (als Hrsg.): Beiträge zur Wissenschaftsgeschichte der Volkskunde im 19. und 20. Jahrhundert (= Studien zur Volkskunde und Kulturgeschichte Schleswig-Holsteins, Vol. 26). Wachholtz, Neumünster 1991,  (ISBN 3-529-02475-9).
- Leben in Armut. Zeugnisse der Armutskultur aus Lübeck und Schleswig-Holstein vom Mittelalter bis ins 20. Jahrhundert. Boyens, Heide 1991,  (ISBN 3-8042-0528-3).
- Sozialgeschichte Schleswig-Holsteins in der Kaiserzeit 1867–1914 (= Geschichte Schleswig-Holsteins, Vol. 8, T. 2, Lfg. 1). Wachholtz, Neumünster 1991.
- (zusammen mit Karin Stukenbrock): "Christliches Wohlwollen und braver Bürgersinn". Private und öffentliche Fürsorge in Kiel und ihre Bemühungen um Lösung sozialer Probleme (= Sonderveröffentlichungen der Gesellschaft für Kieler Stadtgeschichte, Vol. 27). Wachholtz, Neumünster 1993,  (ISBN 3-529-02731-6).
- (zusammen mit Harm-Peer Zimmermann): Das disziplinierte Elend. Zur Geschichte der sozialen Fürsorge in schleswig-holsteinischen Städten 1542–1914 (=Studien zur Volkskunde und Kulturgeschichte Schleswig-Holsteins, Vol. 30). Wachholtz, Neumünster 1994,  (ISBN 3-529-02479-1).
- (als Hrsg.): Hunger und Elend in Ländern des Mare Balticum. Zum Pauperismus im Ostseeraum zwischen 1600 und 1900 (= Studien zur Volkskunde und Kulturgeschichte Schleswig-Holsteins, Vol. 38). Wachholtz, Neumünster 1998, (ISBN 3-529-02487-4) édité erroné.
- Ländliche Wohnkultur in Schleswig-Holstein. 17.–20. Jahrhundert. Boyens, Heide 2001,  (ISBN 3-8042-1002-3).
- Die Parabel vom reichen Mann und armen Lazarus im Spiegel bildlicher Überlieferung. Ludwig, Kiel 2005,  (ISBN 978-3-937719-13-9).
- Die Familie Thomas Balthasar Sibbers in Flensburg. Ein Tagebuch aus den Jahren 1924 bis 1937 (= Kleine Reihe der Gesellschaft für Flensburger Stadtgeschichte, Vol. 35). Flensburg 2007,  (ISBN 978-3-925856-56-3).
- "Kraftwiedergeburt des Volkes". Joachim Kurd Niedlich (de) und der völkische Heimatschutz. Königshausen & Neumann, Wurtzbourg 2007,  (ISBN 978-3-8260-3377-3).
- (als Hrsg.): Kieler Berufe im Wandel 1869/1909 (= Sonderveröffentlichungen der Gesellschaft für Kieler Stadtgeschichte, Vol. 71). Husum Verlag, Husum 2013,  (ISBN 978-3-89876-645-6).
- Der Niemannsweg. Geschichte einer Straße, ihrer Menschen und Häuser in Kiel-Düsternbrook (= Sonderveröffentlichungen der Gesellschaft für Kieler Stadtgeschichte, Vol. 79). Wachholtz, Kiel 2016,  (ISBN 3-529-05133-0).
- Friedrich Seeßelberg und die Völkische Bewegung. Universitätsverlag Kiel, Kiel 2021,  (ISBN 978-3-928794-77-0).

Publication commémorative
- Silke Göttsch-Elten (de) (dir.): Volkskundliche Streifzüge. Festschrift für Kai Detlev Sievers zum 60. Geburtstag. Mühlau, Kiel 1994,  (ISBN 3-928326-05-8).